# Sascha Alavi
Sascha Alavi (* 1984) ist ein deutscher Vertriebs- und Marketingforscher und Universitätsprofessor an der Carl von Ossietzky Universität Oldenburg.

## Werdegang
Alavi absolvierte 2004 das Abitur am Herder-Gymnasium in Gießen und studierte danach Betriebswirtschaftslehre an der Universität Mannheim. Promoviert und habilitiert hat er an der Ruhr-Universität Bochum. Für seine Dissertation mit dem Titel „Pricing and Leadership Phenomena in Sales Management – A Theoretical and Empirical Investigation of Internal and External Price Enforcement“ wurde Alavi unter anderem mit dem „IMU Research for Practice Award“ der Universität Mannheim ausgezeichnet. Im Rahmen zahlreicher wissenschaftlicher Top-Publikationen in internationalen Forschungsjournalen wurde ihm unter anderem der ‚Best Paper in Sales‘-Award der American Marketing Association verliehen.
Alavi beschäftigt sich mit den Themen des Marketing- und Vertriebsmanagements, der Digitalisierungsprozesse in Marketing und Vertrieb, der digitalen Transformationen in Organisationen mit deren Konsequenzen für das Management und mit dem Dienstleistungsmanagement in Unternehmen. Er ist mit regelmäßigen Publikationen in A(+) und A Journals im Marketingbereich vertreten. Von 2016 bis 2017 lehrte er an der Universität Lausanne als Assistenzprofessor für Marketing, unter anderen in den Bereichen des B2B-Marketing und Vertriebsmanagement. Rufe der Toulouse Business School, der Warwick Business School und der Brandenburgische Technischer Universität Cottbus-Senftenberg lehnte er ab.
Ab September 2017 war Sascha Alavi Universitätsprofessor und gemeinsam mit Christian Schmitz und Jan Wieseke Leiter des Sales Management Department an der Ruhr-Universität Bochum, welches sich auf den Bereich Vertriebsmanagement konzentriert. Dort wird seit 2016 der im europäischen Raum einzige reguläre, universitäre Masterstudiengang 'Sales Management' angeboten. Seit dem 1. Mai 2023 bekleidet Alavi den Lehrstuhl für Marketing und Innovation der Carl von Ossietzky Universität Oldenburg. Alavi ist zudem Associate Editor für Sales Management der Fachzeitschrift ‚European Journal of Marketing‘. Darüber hinaus ist er Gutachter des International Journal of Research in Marketing, des Journal of the Academy of Marketing Science, des Journal of Retailing, des Journal of Service Research und des Journal of Product Innovation Management.

## Forschungsschwerpunkte
Mit Strategien zur optimalen Leitung von Vertriebsmitarbeitern durch Führungskräfte beschäftigt Alavi sich im Bereich Vertriebsmanagement, ebenso wie mit der Gestaltung von Vergütungssystemen. Im Bereich der Interaktionen untersucht Alavi Verkaufsstrategien von Vertriebsmitarbeitern in Preisverhandlungen. Dabei geht es unter anderem um Strategien zur Preisdurchsetzung beim Kunden sowie um die Optimierung von Kommunikationstechniken.

## Ausgewählte Publikationen
- Alavi, S.; Habel, J.; Pick, D. (2017): "When Serving Customers Includes Correcting Them: Understanding the Ambivalent Effects of Enforcing Service Rules", International Journal of Research in Marketing, 34 (4), 919–941.
- Alavi, S.; Habel, J.; Haaf, P.; Lee, N.; Wieseke, J. (2017): "Good Intention Gone Bad: Understanding the Effects of Salespeople’s Positive Implicit Attitudes towards Customers", EMAC 2017, Groningen.
- Alavi, S.; Homburg, C.; Rajab, T.; Wieseke, J. (2017): "The Contingent Roles of R&D-Sales versus R&D-Marketing Integration in New Product Development of Business-to-Business Firms", International Journal of Research in Marketing, 34 (1), 212–230.
- Alavi, S.; Habel, J.; Schmitz, C.; Schneider, J.V.; Wieseke, J. (2016): "When Do Customers Get What They Expect? Understanding the Ambivalent Effects of Customers’ Service Expectations on Satisfaction", Journal of Service Research, 19 (4), 361–379.
- Alavi, S.; Brüggemann, F.; Habel, J.; Schmitz, C.; Wieseke, J. (2016). "The Role of Sales in Hybrid Offerings", EMAC 2016, Oslo.
- Alavi, S.; Habel, J.; Schwenke, M.; Wieseke, J. (2016). “The Customer is King” of the Price Negotiation: When Customer Orientation Harms Price Enforcement in Personal Selling, Winter Marketing Educators' Conference, Las Vegas, 2016.
- Alavi, S.; Habel, J.; Schons, L.; Wieseke, J. (2016): "Warm Glow or Extra Charge? The Ambivalent Effect of Corporate Social Responsibility Activities on Customers’ Perceived Price Fairness", Journal of Marketing, 80 (1), 84–105.
- Alavi, S.; Guba, J.; Wieseke, J.; (2016): "Saving on Discounts through Accurate Sensing – Salespeople’s Estimations of Customer Price Importance and their Effects on Negotiation Success", Journal of Retailing, 92 (1), 40–55.
- Alavi, S.; Bornemann, T.; Wieseke, J. (2015): "Gambled Price Discounts – A Remedy to the Negative Side-Effects of Regular Price Discounts", Journal of Marketing, 79 (2), 62–78.
- Alavi, S.; Habel, J.; Wieseke, J. (2014): "Willing to Pay More, Eager to Pay Less: The Role of Customer Loyalty in Price Negotiations", Journal of Marketing, 78 (6), 17–37.
- Alavi, S.; Dörfer, S.; Habel, J.; Wieseke, J. (2013): "Effective Strategies in the Personal Selling of Luxury Brands", Journal of Research and Management, 35 (2), 131–144.
- Alavi, S.; Kessler-Thönes, T.; Kraus, F.; Wieseke, J. (2011): "How Leaders Motivation Transfers to Customer Service Representatives", Journal of Service Research, 14 (2), 214–233.
- Alavi, S.; Wieseke, J.; Guba, J. (2018): "The Role of Leadership in Salespeople’s Price Negotiation Behavior", Journal of the Academy of Marketing Science, 46 (4), 703–724.
- Alavi, S.; Habel, J., Schmitz, C.; Richter, B.; Wieseke, J. (2018): "The Risky Side of Inspirational Appeals in Personal Selling: When do Customers Infer Ulterior Salesperson Motives?", Journal of Personal Selling & Sales Management, 38 (3), 323–343.
- Alavi, S.; Schmitz, C.; Friess, M.; Habel, J. (2020): "Understanding the Impact of Relationship Disruptions", Journal of Marketing, 84 (1), 66–87.
- Alavi, S.; Totzek, D. (2010): "Professionalisierung des Preismanagements auf Business-to-Business-Märkten: Die Rolle der Marktorientierung und der Unternehmenskultur", Schmalenbachs Zeitschrift für betriebswirtschaftliche Forschung, 62 (5), 533–562.
- Alavi, S.; Habel, J.; Kassemeier, R.; Haaf, P.; Schmitz, C.; Wieseke, J. (2020): "When do Customers Perceive Customer Centricity? The Role of a Firm’s and Salespeople’s Customer Orientation", Journal of Personal Selling & Sales Management, 40 (1), 25–42.
- Alavi, S.; Habel, J.; Linsenmayer, K. (2019): "What Does Adaptive Selling Mean to Salespeople? An Exploratory Analysis of Practitioners’ Responses to Generic Adaptive Selling Scales", Journal of Personal Selling & Sales Management, 39 (3), 254–263.